# Sebastián Rivera (luchador)
Sebastián Rivera (Toms River, Estados Unidos, 27 de agosto de 1998) es un deportista puertorriqueño que compite en lucha libre.
Participó en los Juegos Olímpicos de París 2024, obteniendo una medalla de bronce en la categoría de 65 kg. Ganó una medalla de plata en el Campeonato Mundial de Lucha de 2023, en la misma categoría.
Fue abanderado de Puerto Rico en la ceremonia de apertura de los Juegos Olímpicos de París 2024 junto con Jasmine Camacho-Quinn.

## Palmarés internacional
| Juegos Olímpicos   | Juegos Olímpicos  | Juegos Olímpicos  | Juegos Olímpicos |
| Año                | Lugar             | Medalla           | Categoría        |
| ------------------ | ----------------- | ----------------- | ---------------- |
| 2024               | París (Francia)   | Medalla de bronce | 65 kg            |
| Campeonato Mundial |                   |                   |                  |
| Año                | Lugar             | Medalla           | Categoría        |
| 2023               | Belgrado (Serbia) | Medalla de plata  | 65 kg            |